# Milngavie
Milngavie (gael. Muileann-Ghaidh) – miasto w środkowej Szkocji, w hrabstwie East Dunbartonshire, historycznie w Stirlingshire, położone nad rzeką Allander Water, na północnym obrzeżu aglomeracji Glasgow. W 2011 roku liczyło 12 948 mieszkańców.
W 1600 roku znajdowała się tu wieś pod nazwą Millgay, z młynem wodnym. Miasto rozwinęło się głównie za sprawą przemysłu włókienniczego. W 1863 roku otwarta została stacja kolejowa, znajdująca się na krańcu linii do Glasgow. W latach 1924–1956 do Milngavie docierały także glasgowskie tramwaje.
W Milngavie swój początek ma długodystansowy pieszy szlak turystyczny West Highland Way, wiodący do oddalonego o 154 km Fort William.